# Conseil de Naracoorte Lucindale
Le Conseil de Naracoorte Lucindale (Naracoorte Lucindale Council) est une zone d'administration locale à la frontière du Victoria, dans l'État d'Australie-Méridionale, en Australie.
Il vit de la production de céréales et de l'élevage ainsi que du tourisme (Parc national de Naracoorte Caves, Réserve de chasse de Bool Lagoon.
Il a été créé en 1993 par la fusion des anciens districts de Naracoorte, Lucindale et de la ville de Naracoorte.

## Villes
Les principales villes du district sont :
- Naracoorte ;
- Lucindale.

Les autres localités sont : Avenue Range, Binnum, Biscuit Flat, Bool Lagoon, Callendale, Coles, Conmurra, Conmurra South, Fox, Frances, Hynam, Jessie, Joanna, Joyce, Keppoch, Koppamurra, Kybybolite, Lochaber, Robertson, Spence, Stewarts Range, Struan, Townsend, Woolumbool et Wrattonbully.